# Självstyrelsegården
Självstyrelsegården är det självstyrda Ålands parlaments- och administrationsbyggnad i centrala Mariehamn och invigdes 1978. Här finns det åländska parlamentet, kallat Ålands lagting, och Ålands landskapsregering. Ålands landskapsarkiv förfogar över utrymmen i landskapsregeringens del av administrationsbyggnaden. 

## Arkitektur
Självstyrelsegården är ritad av den finländske arkitekten Helmer Stenros som vann den nordiska arkitekttävlingen om Ålands administrativa och kulturella centrum i Mariehamn. Byggnaderna är en del av Projekt 77 där även uppförandet av Ålands museum och Hotell Arkipelag ingick. Inredningen planerades till största del av designern Pirkko Stenros och består av tidstypiska möbler designade av arkitekter som Yrjö Kukkapuro och Alvar Aalto. Den ursprungliga inredningen är till största delen bevarad.
På tomten låg tidigare Societetshuset i Mariehamn, som revs 1975.